# Liên Khê (xã)
Liên Khê là một xã thuộc huyện Khoái Châu, tỉnh Hưng Yên, Việt Nam.

## Địa lý
Xã Liên Khê nằm phía tây huyện Khoái Châu, có vị trí địa lý:
- Phía đông giáp xã Bình Kiều

Phía đông nam giáp xã Phùng Hưng
- Phía tây giáp xã Đông Ninh
- Phía tây nam giáp xã Đại Tập và xã Chí Tân
- Phía bắc giáp xã Đông Kết.

Xã Liên Khê có diện tích 5,12 km², dân số năm 2019 là 5.741 người, mật độ dân số đạt 1.121 người/km².

## Hành chính
Xã Liên Khê được chia thành 5 thôn: Bối Khê, Cẩm Khê, Kênh Thượng, Kênh Hạ, Cẩm Bối.

## Lịch sử
Trước đây, Liên Khê là một xã thuộc huyện Châu Giang cũ.
Ngày 24 tháng 7 năm 1999, Chính phủ ban hành Nghị định số 60/1999/NĐ-CP về việc chuyển xã Liên Khê thuộc huyện Châu Giang cũ chuyển về huyện Khoái Châu mới tái lập quản lý.